# Manuel Deodoro da Fonseca

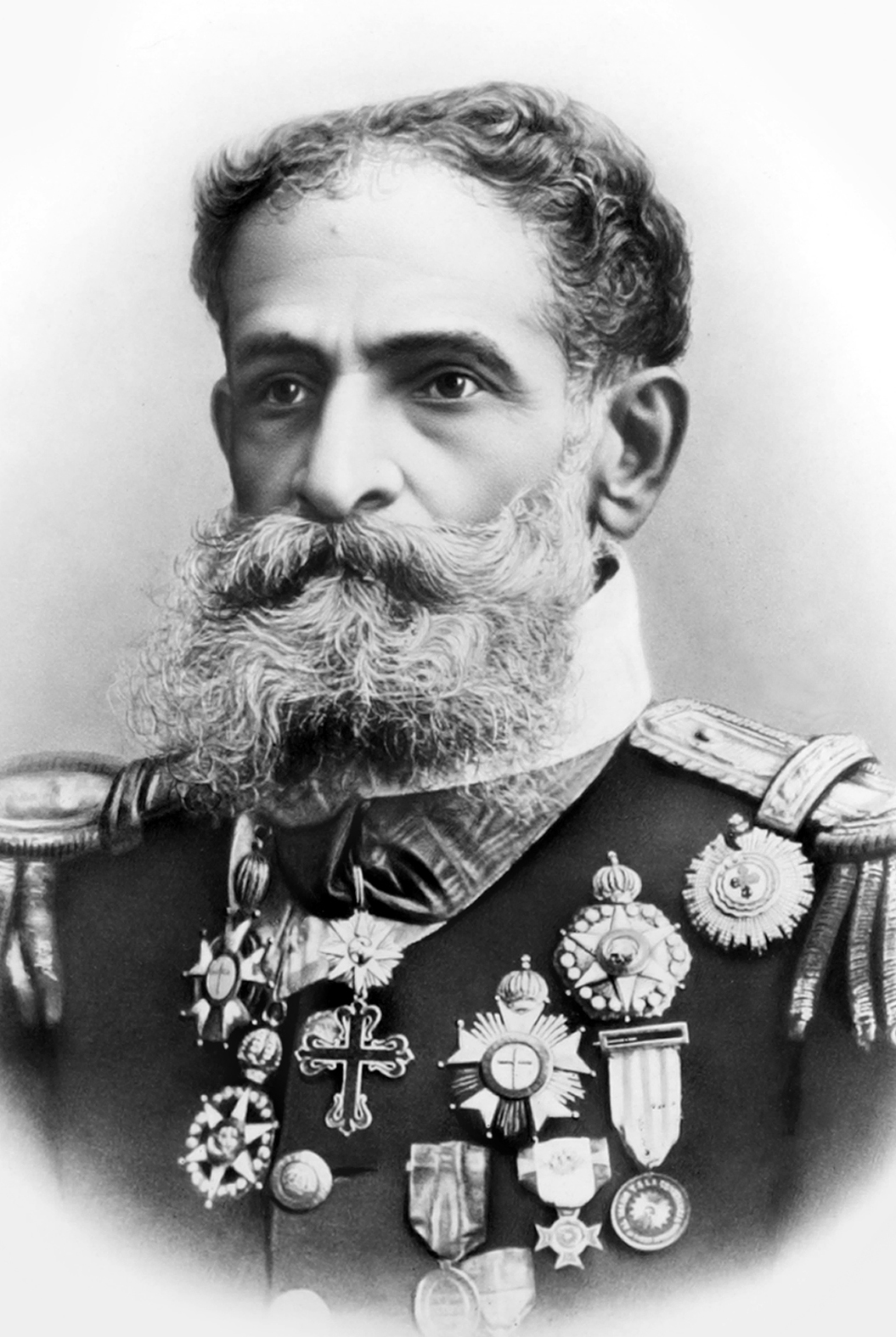
Manuel Deodoro da Fonseca (1889)

Manuel Deodoro da Fonseca (* 5. August 1827 in Alagoas da Lagoa do Sul (heute Marechal Deodoro im Bundesstaat Alagoas); † 23. August 1892 in Rio de Janeiro) war ein brasilianischer Militär und Politiker. Er rief am 15. November 1889 die Republik aus und leitete danach die provisorische Regierung. Deodoro da Fonseca war vom 25. Februar 1891 bis 23. November 1891 erster gewählter Präsident Brasiliens.

## Leben
Manuel Deodoro da Fonseca wurde als Sohn des Offiziers Manuel Mendes da Fonseca (1785–1859) und dessen Ehefrau Rosa Maria Paulina da Fonseca (1802–1873) in Alagoas geboren. Seine Brüder waren die Militärs und Politiker Hermes Ernesto da Fonseca (1824–1891) und Joãno Severiano da Fonseca (1836–1897). Sie beteiligten sich ebenfalls am 15. November 1889 am Sturz des Kaisers.
Fonseca besuchte von 1843 bis 1848 die Militärschule in Rio de Janeiro. Er wurde 1852 zum Oberleutnant und 1856 zum Hauptmann befördert. Am 16. April 1860 heiratete er Marina Cecília de Sousa Meireles. 1864 nahm Fonseca an den militärischen Aktionen Brasiliens gegen Uruguay teil, die mit dem Sturz der Liberalen (Blancos) in Uruguay endeten und zur Kriegserklärung des Präsidenten Paraguays, Francisco Solano López, an Brasilien führten. Daraufhin nahm Fonseca von 1865 bis 1869 am Krieg der Tripel-Allianz (Argentinien, Brasilien, Uruguay) gegen Paraguay teil und stieg aufgrund seiner militärischen Fähigkeiten rasch zum Oberst auf. 1874 wurde er zum Brigadegeneral und 1884 zum Feldmarschall befördert. 1885 erfolgte seine Ernennung zum Waffenkommandanten der Provinz Rio Grande do Sul.
Der Sieg über Paraguay stärkte die Position der Armee in der brasilianischen Gesellschaft. Das überwiegend republikanisch gesinnte Militär empfand sich zunehmend als Alternative zu den traditionellen Führungsschichten und deren Parteien. Aufgrund ihrer Ausbildung in positivistisch orientierten Militärakademien lehnten die meisten Offiziere die Monarchie ab. Sie forderten für Brasilien die Abschaffung der Sklaverei und eine neue republikanische Ordnung nach technokratischen und wissenschaftlichen Prinzipien.
Die Paulistaner Republikanische Partei wurde 1873 als Abspaltung der Liberalen Partei in São Paulo gegründet. Der regionale Schwerpunkt des brasilianischen Republikanismus lag in den Provinzen Rio de Janeiro, São Paulo und Rio Grande do Sul. Diese Provinzen hatten aufgrund ihrer Nähe zu Argentinien, Uruguay und Paraguay eine erhöhte Militärpräsenz. Aber Pedro II. genoss noch große Popularität in Brasilien und wurde sowohl von den Konservativen als auch von den Liberalen unterstützt. Deswegen blieben die Republikaner eine Minderheit, die sich vor allem über die Art und Weise des Regimewechsels nicht einigen konnte.
Fonseca stellte sich 1886 an die Spitze der Armee. Infolge der Kürzung der Haushaltsmittel für das Militär kam es 1887 wiederholt zu Auseinandersetzungen zwischen der Armee und der Regierung. Daraufhin gründeten Offiziere zur Wahrnehmung ihrer Interessen den Militärklub, als dessen erster Präsident Deodoro da Fonseca fungierte.
Nachdem die zwischenzeitliche Regentin Isabel am 13. Mai 1888 das „Goldene Gesetz“ (Lei Áurea) unterzeichnete, das alle 700.000 Sklaven Brasiliens befreite, verlor der Kaiser die Unterstützung der konservativen Pflanzeroligarchie. Dies nutzten die mit dem Militär verbündeten Republikaner. Am 15. November 1889 übernahmen in einem militärisch-zivilen Putsch Manuel Deodoro da Fonseca und die republikanischen Führer Ruy Barbosa (1849–1923) und Benjamin Constant (1836–1891) die Macht in Brasilien. Kaiser Pedro II. musste abdanken und ins Exil gehen.
Fonseca rief auf dem Praça Quinze de Novembro in Rio de Janeiro die Republik aus und leitete die provisorische Regierung, die am 24. Februar 1891 die erste republikanische Verfassung annahm. Das zentralistisch ausgerichtete Kaiserreich wurde nach dem Vorbild der USA in eine föderalistisch strukturierte Republik mit einem Präsidialsystem umgewandelt. Die Wahl des Präsidenten sollte alle vier Jahre durch eine kleine Minderheit wahlberechtigter männlicher Erwachsener erfolgen. Die bis 1930 geltende Verfassung gewährte den ehemaligen Provinzen, jetzt Staaten genannt, weitreichende Autonomie gegenüber der Union. Die Zentralregierung erhielt nur Befugnisse, die die Vereinigten Staaten von Brasilien als Ganzes betrafen. Der positivistische Leitspruch „Ordnung und Fortschritt“ (Ordem e Progresso) wurde in das Nationalwappen aufgenommen.
Am 25. Februar 1891 wurde Deodoro da Fonseca zum Präsidenten der Republik gewählt. Seine Annäherung an konservative Gruppierungen führte zu erheblichen Spannungen und gipfelte in der Auflösung des Parlaments (Nationalkongress) durch den Präsidenten. Aufgrund dieser Maßnahme formierte sich unter Führung des Vizepräsidenten Floriano Peixoto die „legalistische“ Bewegung, auf deren Druck Fonseca am 23. November 1891 vom Amt des Präsidenten zurücktreten musste.
Manuel Deodoro da Fonseca verstarb am 23. August 1892 in Rio de Janeiro. Während seiner Regierung wurden einige wichtige Reformen, wie die Trennung von Staat und Kirche, die Säkularisierung der Friedhöfe oder die Reform der Strafgesetzgebung umgesetzt.
Hermes Rodrigues da Fonseca (1855–1923), der von 1910 bis 1914 als Präsident von Brasilien amtierte, war ein Neffe von Manuel Deodoro da Fonseca.